# Крижовец
Крижовец је насељено место у саставу града Мурског Средишћа у Међимурској жупанији, Хрватска. До територијалне реорганизације у Хрватској налазио се у саставу старе општине Чаковец.

## Становништво
На попису становништва 2011. године, Крижовец је имао 631 становника.

## Попис1991.
На попису становништва 1991. године, насељено место Крижовец је имало 750 становника, следећег националног састава:
| Попис 1991.‍  | Попис 1991.‍  | Попис 1991.‍ | Попис 1991.‍ | Попис 1991.‍ |
| ------------ | ------------ | ----------- | ----------- | ----------- |
|              |              |             |             |             |
| Хрвати       | Хрвати       |             | 732         | 97,60%      |
| Словенци     | Словенци     |             | 6           | 0,80%       |
| Мађари       | Мађари       |             | 1           | 0,13%       |
| Пољаци       | Пољаци       |             | 1           | 0,13%       |
| Срби         | Срби         |             | 1           | 0,13%       |
| неопредељени | неопредељени |             | 2           | 0,26%       |
| непознато    | непознато    |             | 7           | 0,93%       |
| укупно: 750  |              |             |             |             |